# Ligne d'Enghien-les-Bains à Montmorency
Ne doit pas être confondu avec Tramway 69 Enghien - Montmorency.

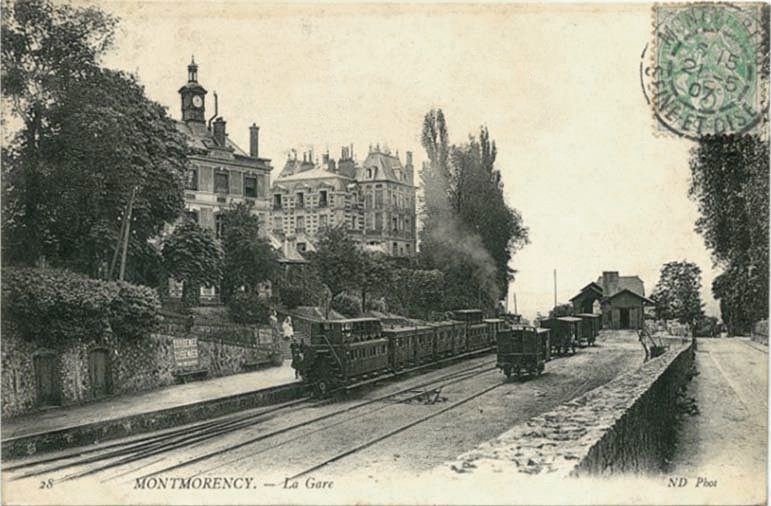
La gare de Montmorency au début des années 1900.

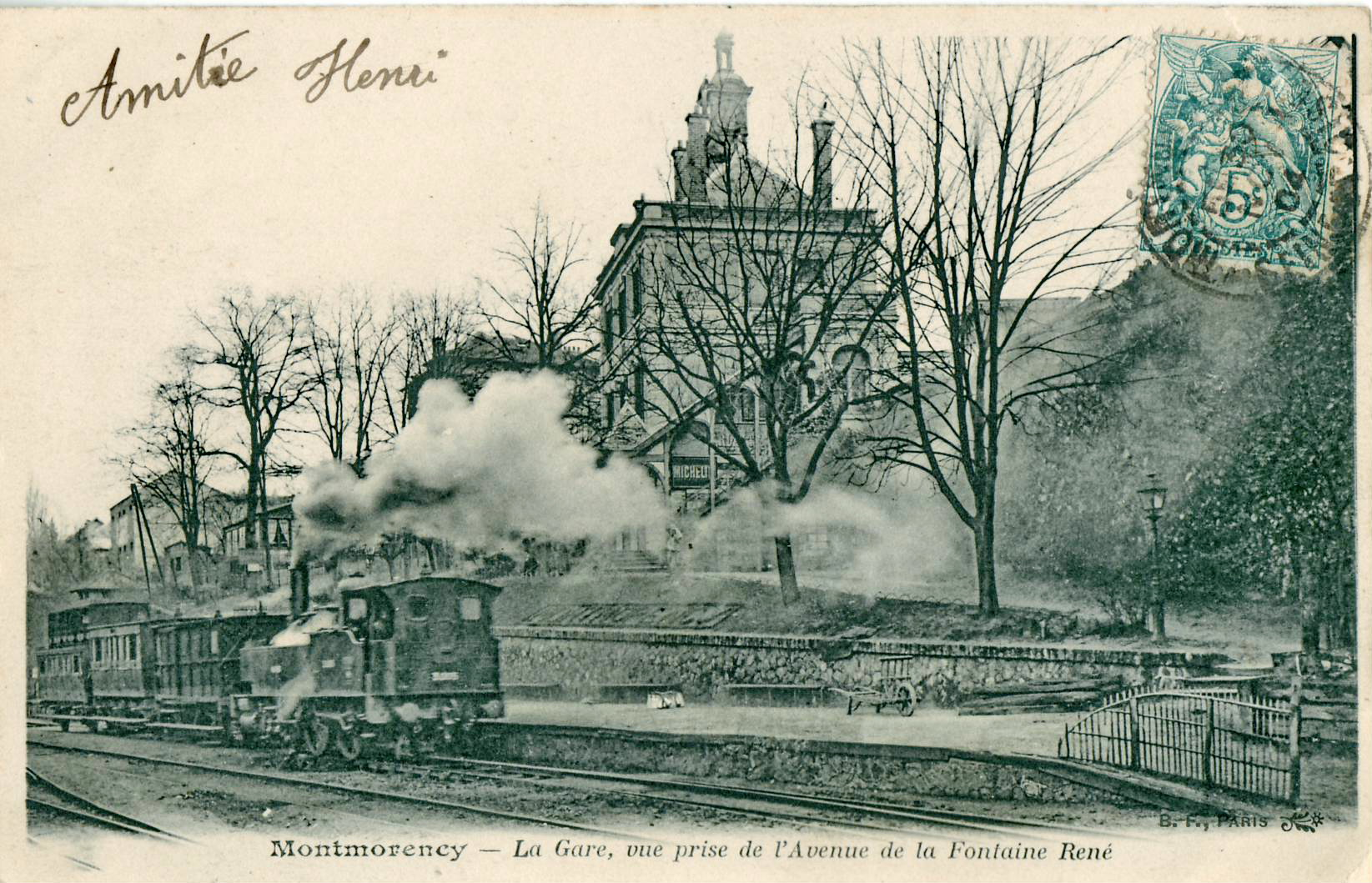
Autre vue de la gare à la même époque.

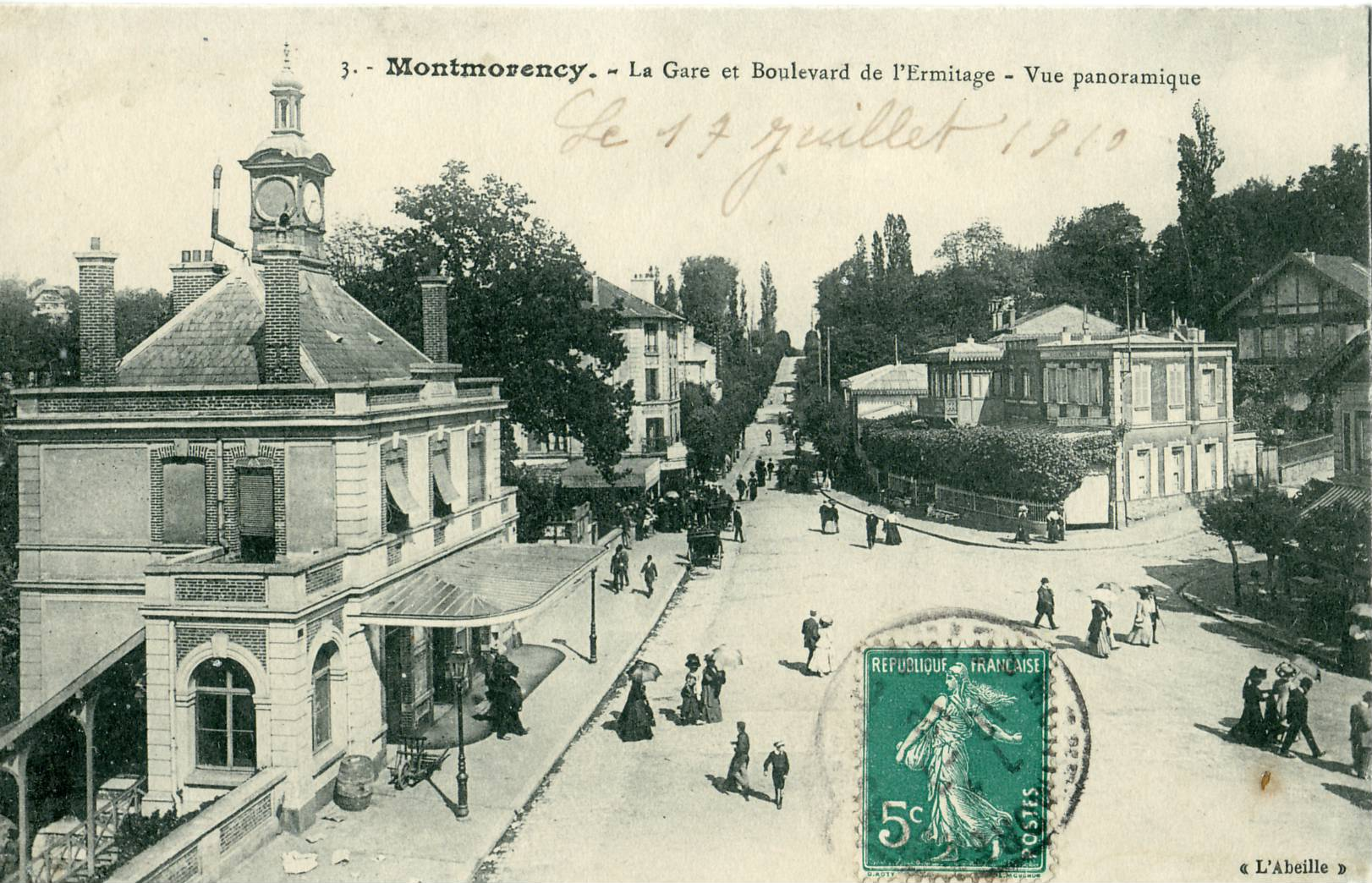
La gare de Montmorency vers 1910.

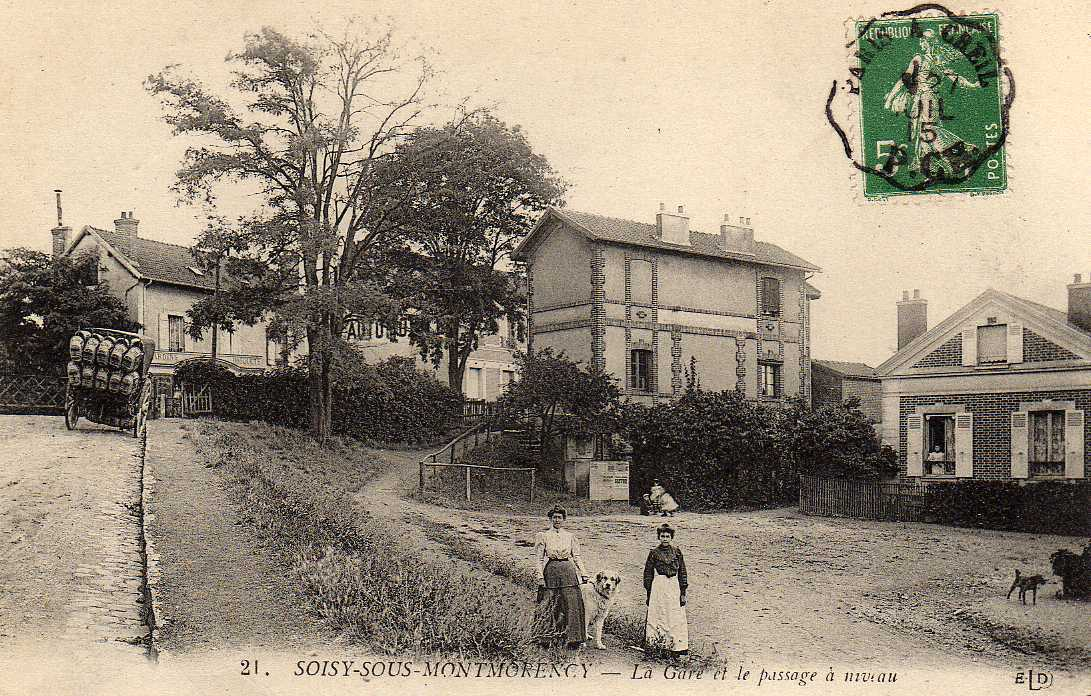
La gare de Soisy en 1915.

La ligne d'Enghien-les-Bains à Montmorency aussi connue sous le nom de « Refoulons » est une ligne de chemin de fer disparue à voie normale, située en France dans le département du Val-d'Oise. Elle reliait la gare d'Enghien-les-Bains à celle de Montmorency et fonctionna de 1866 à 1954.
Elle constituait la ligne no 953 000 du réseau ferré national.

## Histoire
La ligne est concédée à MM. Rey de Foresta et Marchand par une convention signée avec le ministre des Travaux publics le 10 septembre 1864. Cette convention est approuvée par décret impérial à la même date.
Une ligne de chemin de fer à voie normale sur un parcours escarpé est créée en 1866 pour relier Enghien-les-Bains à Montmorency (Val-d'Oise).
La ligne à voie unique d'environ 3 km était une des plus pentues de France sans crémaillère (rampe maximale de 46,3 ‰) et comportait deux gares et deux haltes : 
- la gare d'Enghien-les-Bains (embranchement sur la ligne de Saint-Denis à Dieppe) ;
- la halte de la Pointe-Raquet (ouverte en 1895), quartier est de Soisy limitrophe d'Enghien ;
- la halte de Soisy (ouverte en 1871) ;
- la gare de Montmorency (en impasse), place Franklin D. Roosevelt.

Le train composé de voitures poussées à la montée par une locomotive à vapeur est surnommé le « Refoulons ». La dernière liaison a eu lieu  le 30 juin 1954.
Le surnom « Refoulons » de la ligne vient de la composition des trains : la locomotive était placée à l'arrière des convois et non à l'avant comme de coutume. Selon les mécaniciens, vu la pente à gravir, la machine est située à l'arrière par sécurité. Si les freins ou l'arrimage des voitures venaient à lâcher, la locomotive les refoulerait systématiquement. Dans le jargon des chemins de fer, on dit que le train va « à refoulons ».

## L'exploitation
La ligne avait une fréquence importante, puisqu'elle assurait trente-six navettes en 1914 (de 5 h 30 à 1 h du matin), nombre abaissé à vingt pendant la Première Guerre mondiale, puis porté à trente de 1936 à la Seconde Guerre mondiale.
Le trajet était assuré en huit à neuf minutes.
Avant 1914, quelques trains directs assuraient le service depuis la gare du Nord jusqu'à Montmorency, sans arrêt à Enghien-les-Bains. La traction des trains fut toujours assurée par des locomotives à vapeur de la Compagnie du Nord. Ce sont les dernières voitures dites « Bidel » qui assurèrent le service jusqu'à la fermeture de la ligne.

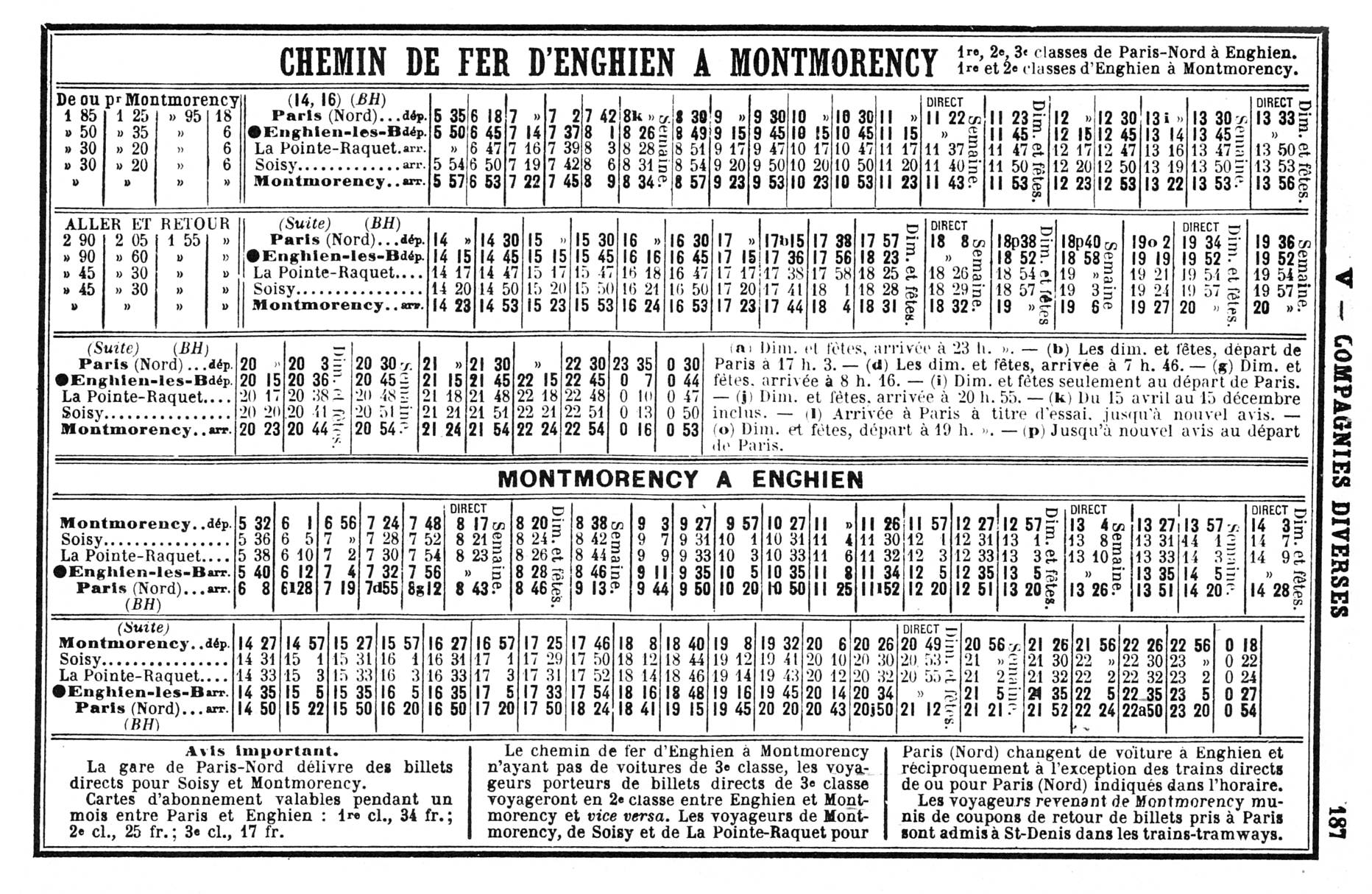
Horaires de mai 1914.

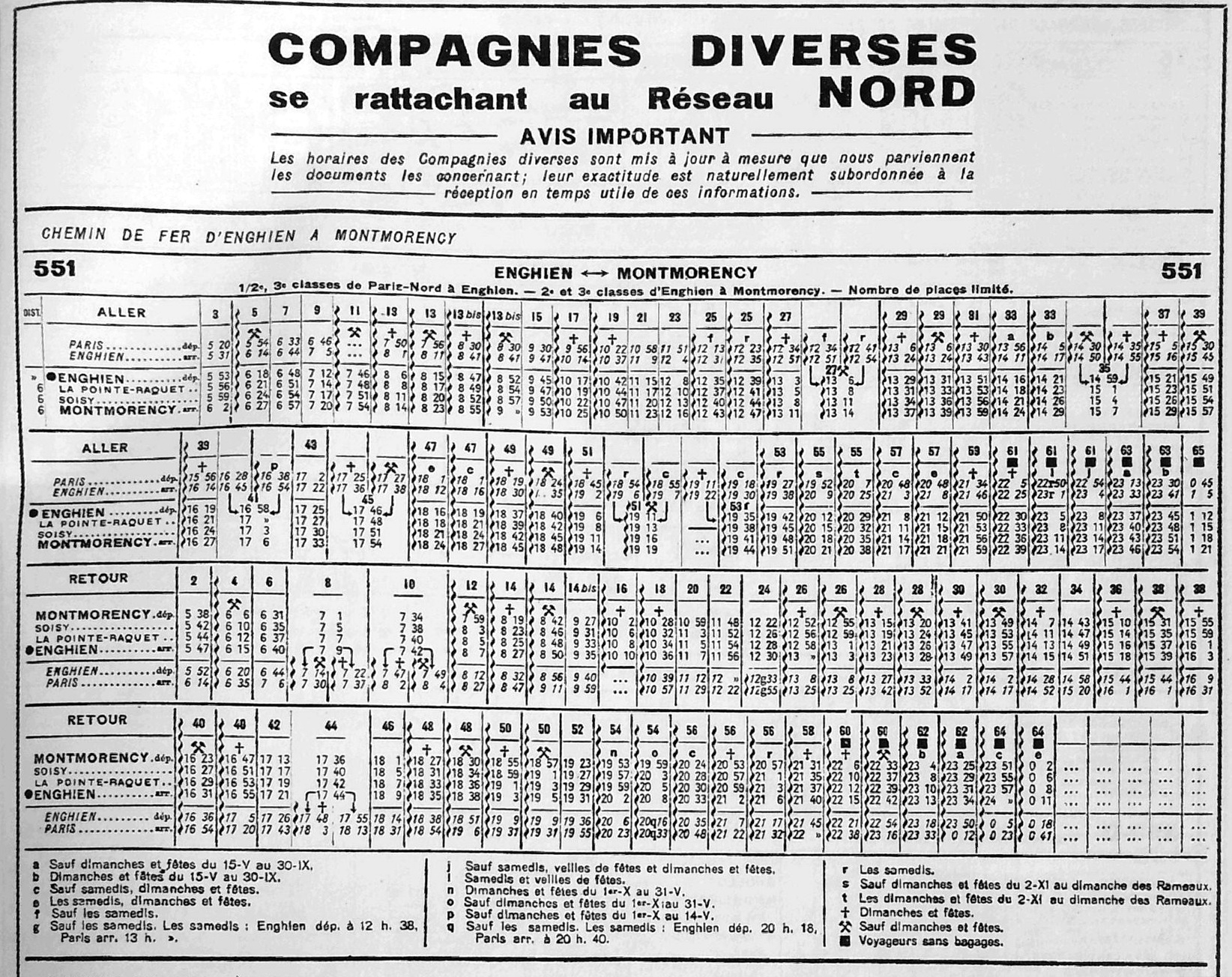
Horaires de l'hiver 1936.

## Trafic de la ligne
Le trafic voyageurs constitue l'essentiel de l'activité de la ligne, destinée avant tout à desservir Montmorency et développer son activité principale de l'époque : la villégiature.
La gare de Montmorency représente l'essentiel du nombre de voyageurs : 230 000 en 1866, 228 519 en 1867, 285 181 en 1888 et 333 279 en 1919.
La station de Soisy comptabilise 18 890 voyageurs en 1878 (7,31 % du trafic) et 38 677 en 1919 (9,53 % au maximum de fréquentation de la ligne).
La halte de la Pointe-Raquet ne représente qu'une part assez marginale du trafic voyageurs : de 3 680 en 1896 (1,32 % du total) à 33 580 en 1919 (8,28 %).
Le record de fréquentation s'établira à la fin de la Première Guerre mondiale en 1919 avec 405 536 voyageurs (dernier chiffre fiable connu).
Le trafic de marchandises ne représente qu'une activité d'appoint et qui ne fera globalement que diminuer durant les 88 années d'existence de la ligne.
L'élément le plus visible est le seul embranchement particulier existant sur la ligne, desservant la carrière des Basserons (ou du « Trou-au-Loup ») à la limite de Montmorency et de Soisy. Le tonnage annuel transporté varie autour 20 000 tonnes environ. La plâtrière cessa ses activités dans les années 1930.

## Déclin et disparition du Refoulons
La ligne était exploitée par la compagnie EM (Enghien-Montmorency), une société privée non financée par des fonds publics. Son indépendance deviendra son handicap et la principale cause de la disparition de la ligne. La compagnie était excédentaire jusqu'en 1936 mais la situation évolue et l'entreprise accuse un déficit. En 1938, survient la nationalisation des grandes compagnies par le décret-loi du 31 août 1937, acte législatif qui interdit d'inclure toute autre compagnie dont le « Refoulons » aussi bien que les nombreux chemins de fer départementaux ou locaux, la tutelle étatique y veillant formellement. Ainsi, l'entretien de la voie et du matériel diminue et les incidents en ligne se multiplient. La compagnie est mise sous séquestre en 1940 et en 1945.
En 1947, l'idée du déclassement de la ligne soulève une vague de protestation de la part des utilisateurs et des communes du parcours. La fréquentation de la ligne faiblit mais aucune solution n'est trouvée afin de compenser les importants déficits de la compagnie (refus catégorique de l'État ou des collectivités locales) et, comme pour de nombreuses lignes secondaires, la décision est finalement prise de supprimer la ligne. Le trafic ferroviaire sera suspendu le 30 juin 1954 et remplacé par un service d'autobus.
Le profil de la ligne deviendra un lourd handicap, demandant des machines gourmandes en charbon et limitant le nombre de voitures remorquées. La faible prix des abonnements et, a contrario, les tarifs élevés des billets, les incidents nombreux dus au manque d'entretien, contribueront à une désaffection de la ligne de la part des voyageurs. Avec l'évolution des modes de transport et les problèmes environnementaux causés par l'automobile, le « Tortillard de Montmorency » reste dans les mémoires et regretté par bon nombre d'anciens habitants.

## Chronologie
- 14 juin 1846 : Inauguration de la ligne originelle de Paris (« embarcadère du nord ») à la frontière belge, et de la station d'Enghien-les-Bains.
- 9 avril 1864 : Arrêté préfectoral autorisant l'enquête d'utilité publique du 13 avril au 2 mai 1864 sur le projet Rey de Foresta.
- 10 septembre 1864 : Signature du cahier des charges et décret impérial accordant la concession.
- 30 juin 1866 : Inauguration de la ligne Enghien - Montmorency.
- 26 mai 1867 : Le conseil municipal de Soisy émet le vœu d'une station sur son territoire.
- août 1871 : Début des travaux de la station de Soisy.
- 1er juillet 1882 : Ouverture du service de colis postaux.
- 1883-1886 : Reconstruction du bâtiment voyageurs de la station de Soisy.
- été 1891 : Mise en service de trois trains directs aller-retour de Paris-Nord à Montmorency.
- 1892 : Ouverture du point d'arrêt de la Pointe-Raquet.
- 1895 : La Pointe-Raquet devient une halte : construction du bâtiment voyageurs.
- 7 septembre 1913 : Installation d'une hotte fumivore en gare d'Enghien-les-Bains.
- été 1921 : Suppression définitive des trains directs de Paris à Montmorency.
- 30 avril 1954 : Décision ministérielle de suspension du service à compter du 1er juillet 1954.
- 30 juin 1954 : Le Refoulons effectue son dernier service entre Montmorency et Enghien.
- mars à mai 1956 : Dépose de la voie ferrée.
- 4 juillet 1956 : Décret de déclassement.

## Tracé actuel depuis la gare d'Enghien
- Rue du Départ.
- Avenue Carlier jusqu'à l'avenue de la Division-Leclerc, au lieu-dit de la Pointe Raquet.
- Rue Jean-Mermoz.
- Dans le prolongement de la rue Jean-Mermoz, un chemin pédestre conduit jusqu'à la rue de la Fosse-aux-Moines.
- L'ancien tracé passe ensuite dans des propriétés privées.
- On retrouve le tracé au niveau de l'ancienne gare de Soisy.
- Rue des Molléons.
- Sente du Refoulons.
- L'ancien tracé est de nouveau privatisé jusqu'à la place Franklin-Roosevelt où se trouve le bâtiment de l'ancienne gare (agence immobilière). La pharmacie en face s'appelle, en 2022, « Pharmacie de la Gare ».

## Galerie de photographies

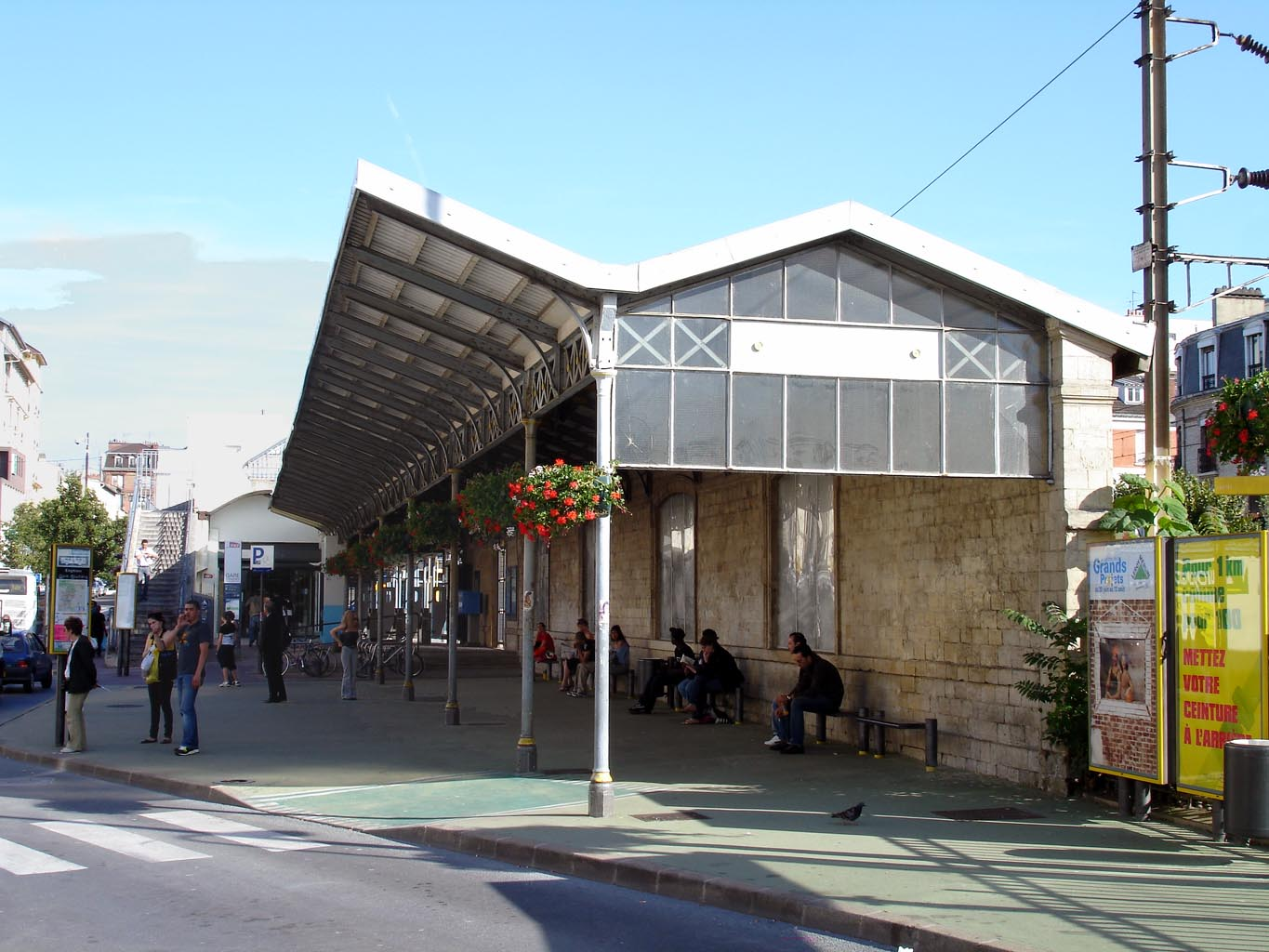
Les installations du terminus d'Enghien sont devenues une gare routière.
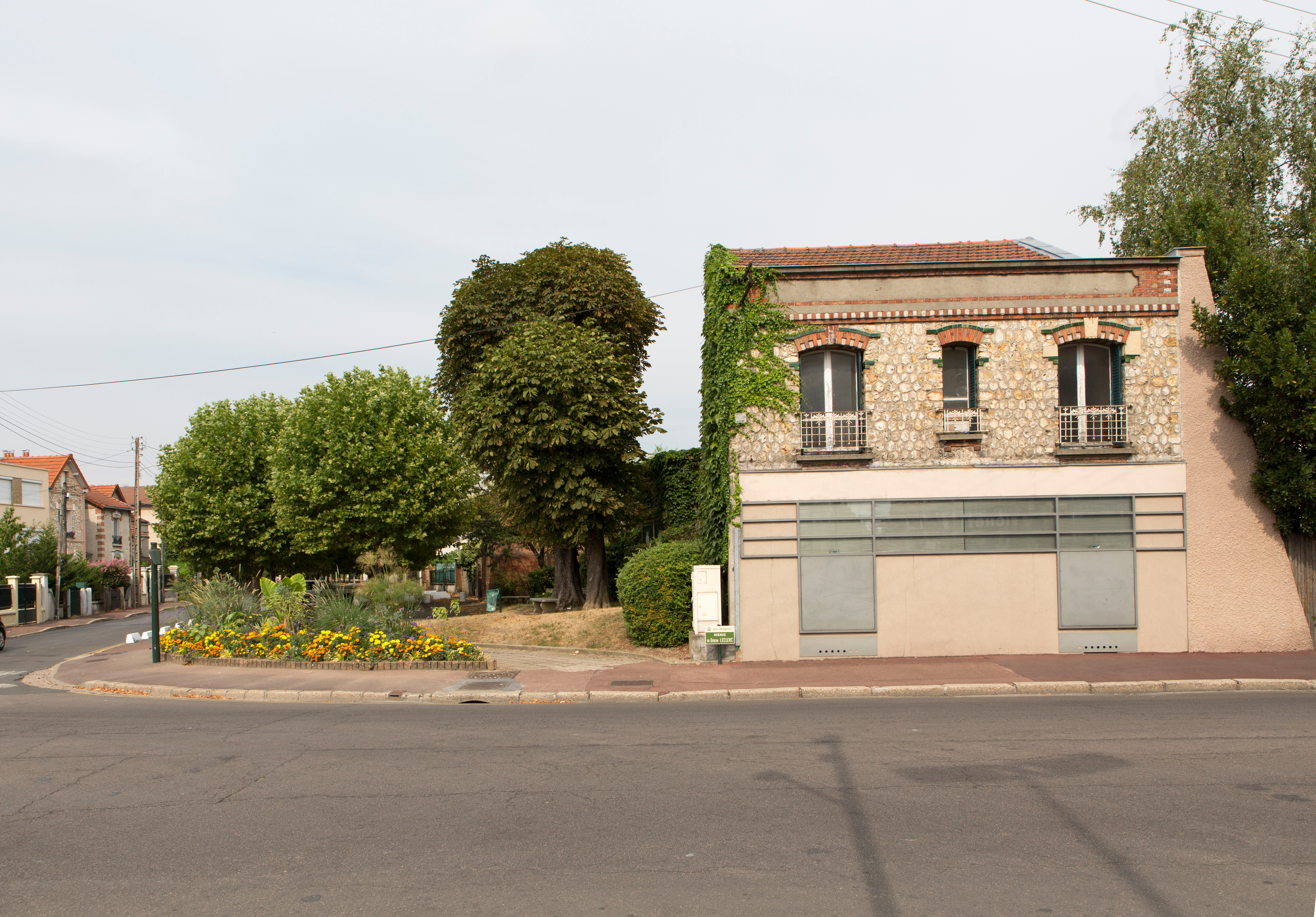
Pointe Raquet.
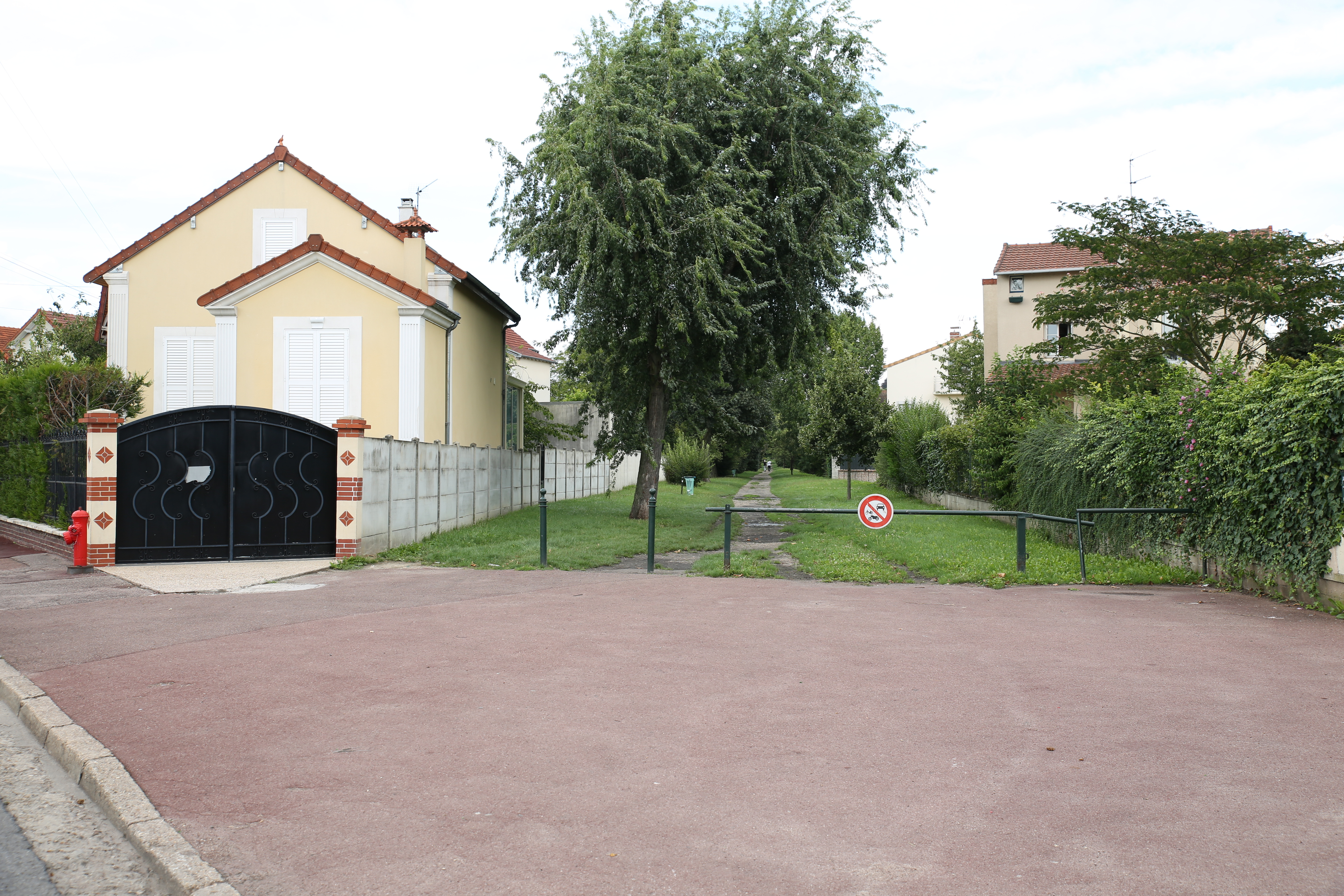
Traversée de la rue Jean-Mermoz (Soisy).
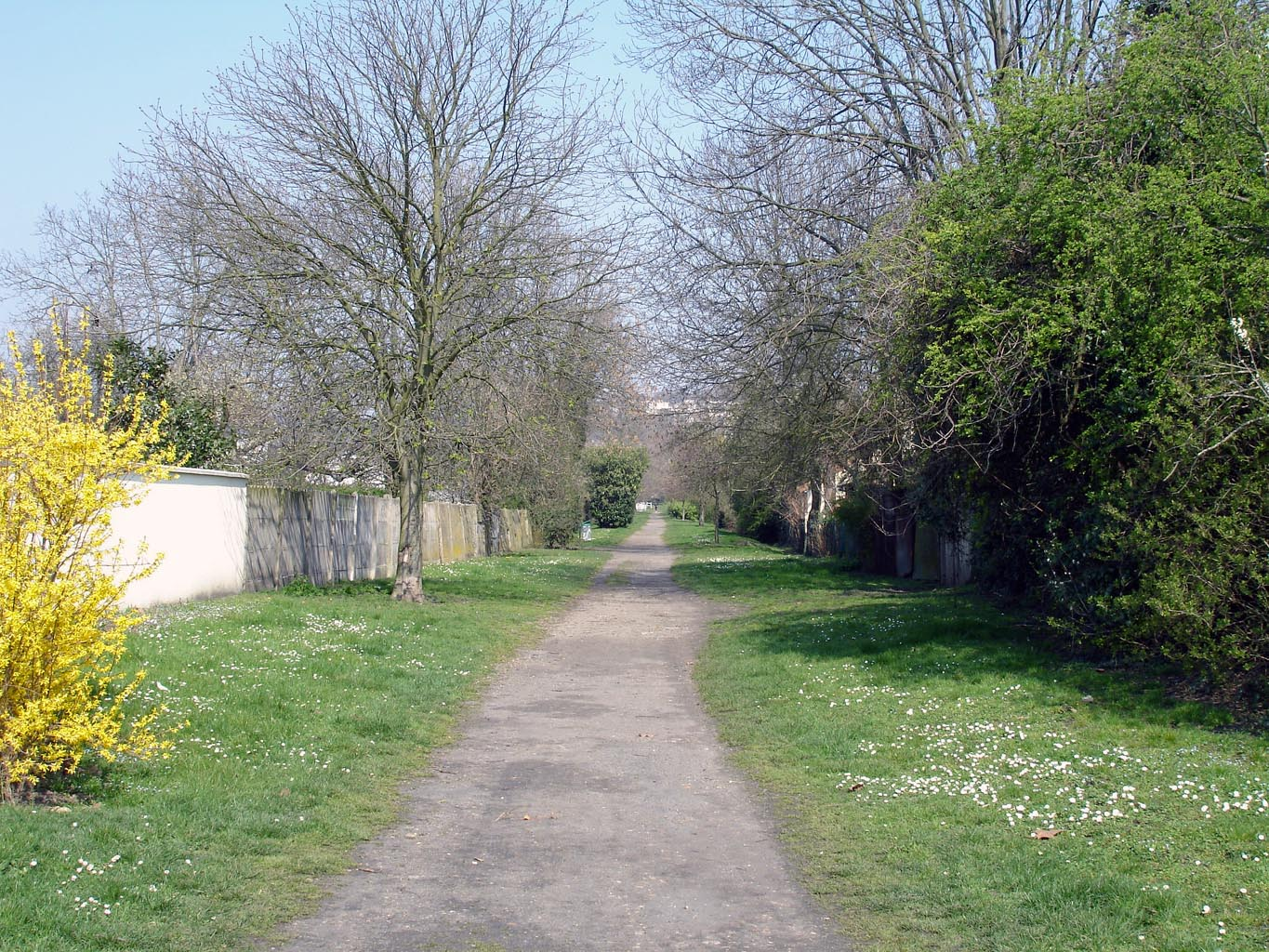
L'emprise du Refoulons à Soisy-sous-Montmorency.
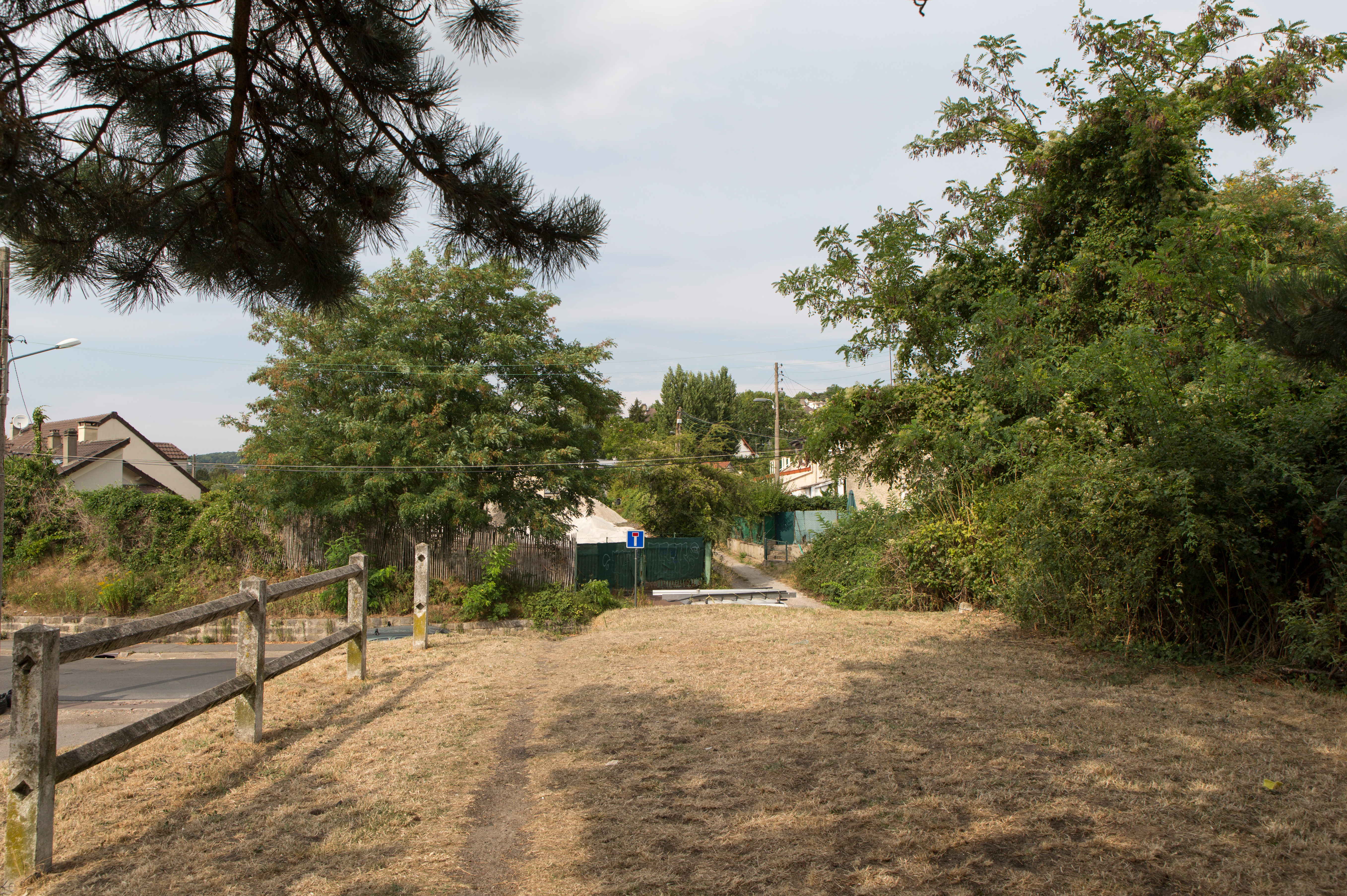
Traversée de la rue de la Fosse aux Moines.
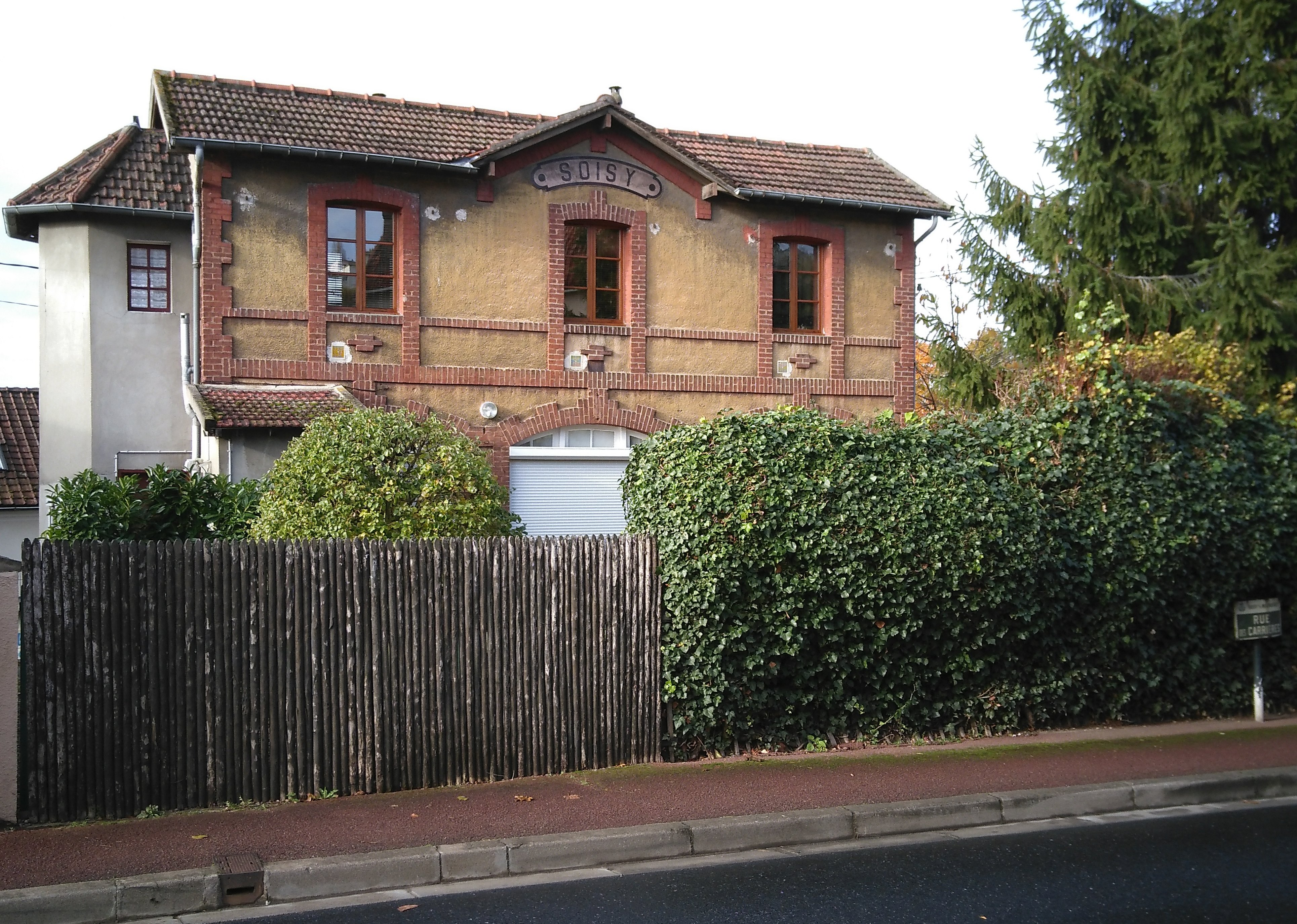
Gare de Soisy.
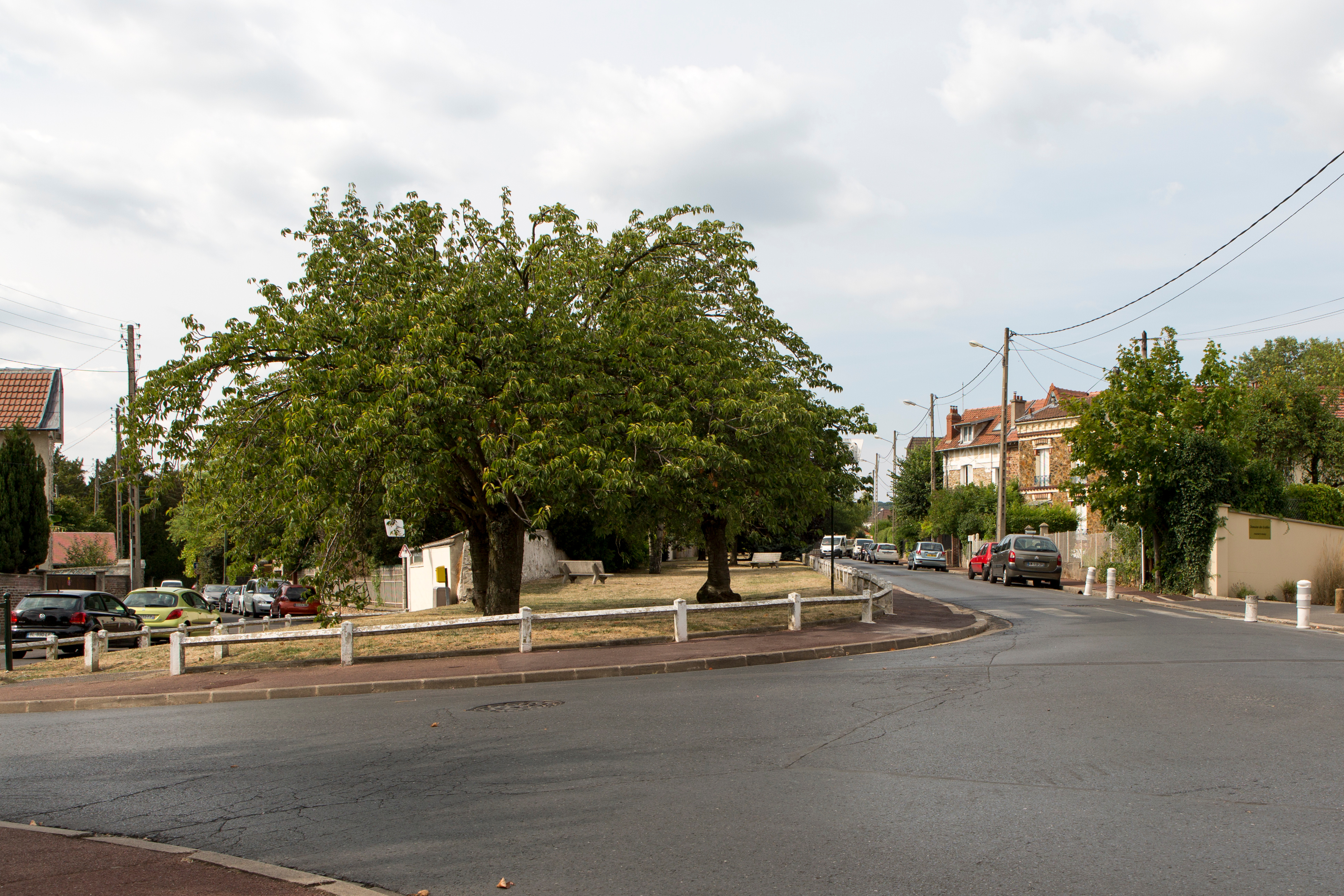
Rue des Molléons.
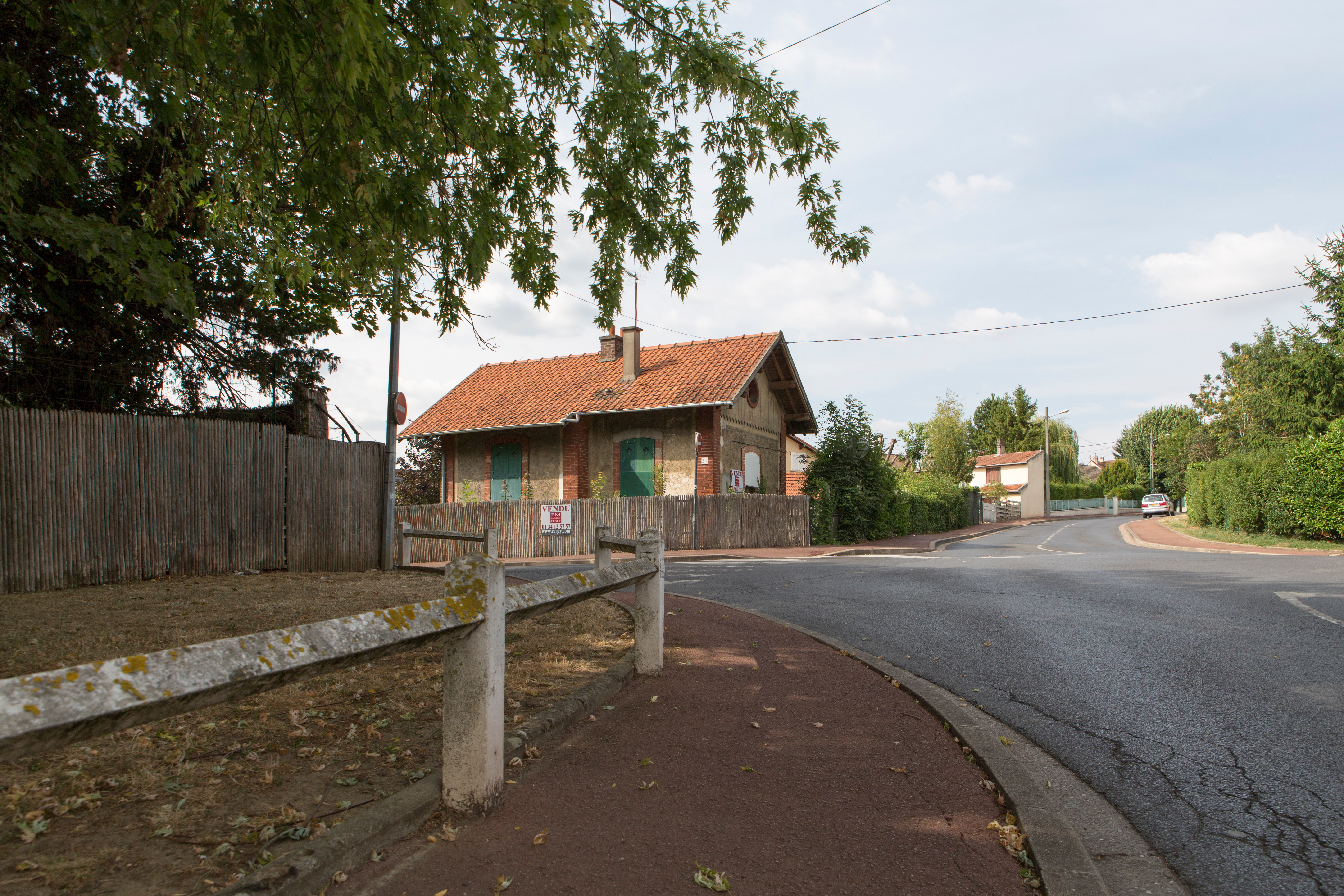
Garde-barrière.
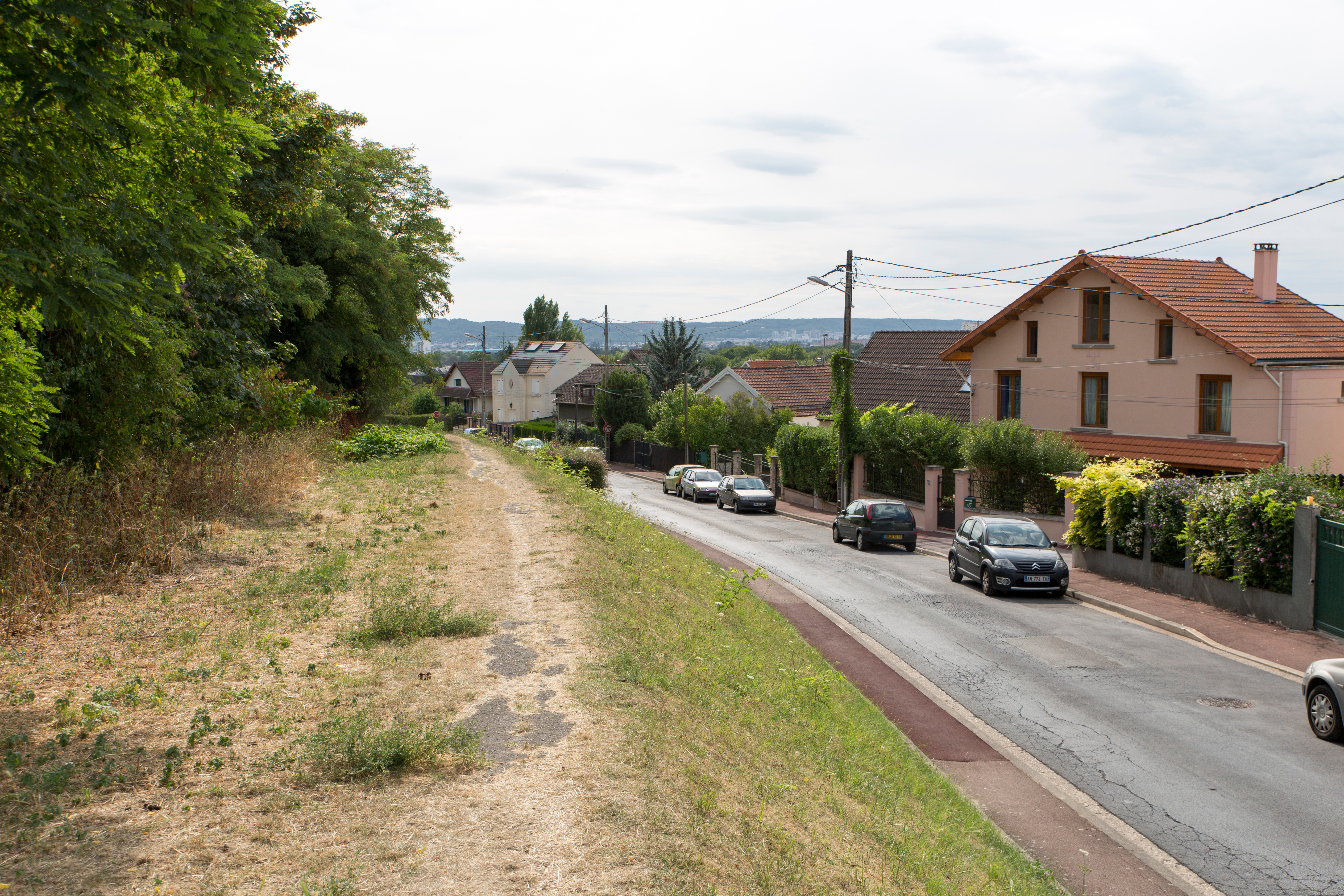
Rue des Molléons (haut).
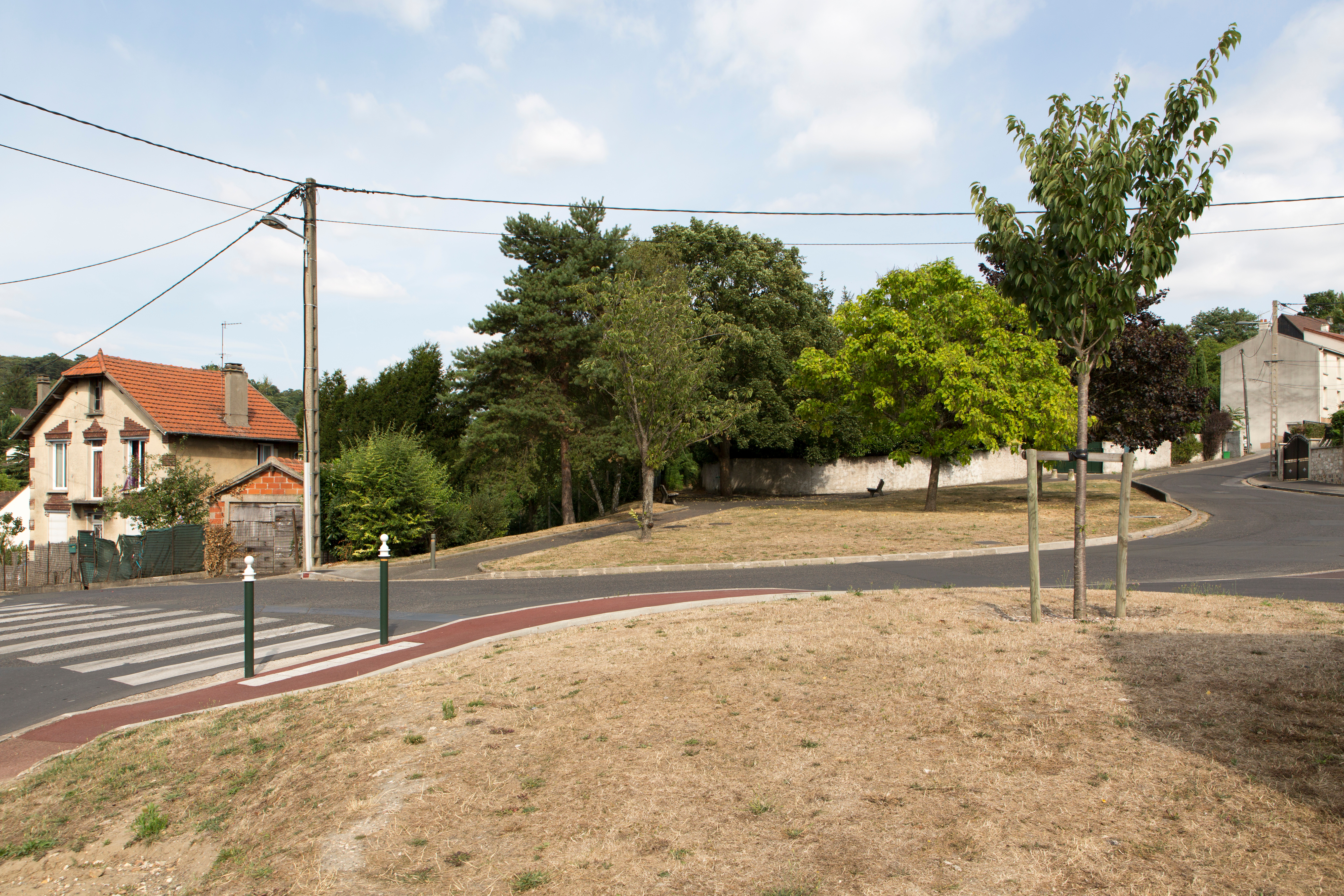
Entrée dans Montmorency.
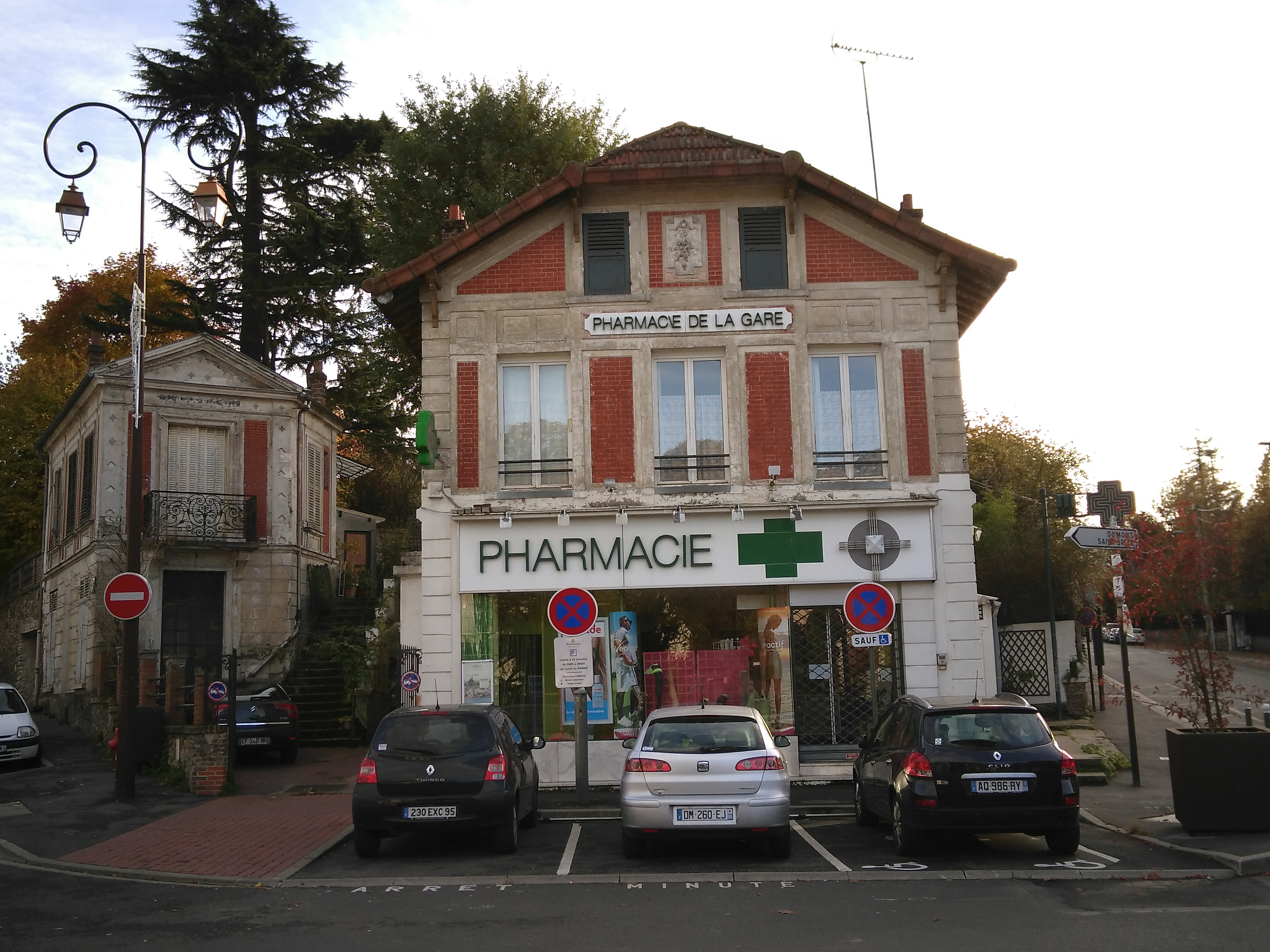
Pharmacie en face de l'ancienne gare de Montmorency.